# Pia Górska
Pia Maria Górska (ur. 15 kwietnia 1878 w Woli Pękoszewskiej, zm. 13 czerwca 1974 w Krakowie) – polska malarka, poetka, pisarka, działaczka społeczna.

## Dzieciństwo i młodość
Pia Górska była córką Jana Górskiego i Marii z hr. Łubieńskich. Nauki w dzieciństwie pobierała od prywatnych nauczycielek w domu rodzinnym, który stanowił ośrodek życia kulturalnego oddziałujący na bliższą i dalszą okolicę. Do dworu w Woli Pękoszewskiej przyjeżdżało wielu artystów, naukowców i literatów z Krakowa, Warszawy i wielu innych polskich miast. 
W wieku 13 lat Pia Górska rozpoczęła naukę malarstwa. Jej pierwszym nauczycielem był Eligiusz Niewiadomski, spędzający w Woli wakacje w 1891 roku. W 1892 roku uczył ją malować Józef Rapacki i z tego okresu pochodziły jej pierwsze pejzaże. Kolejnym jej nauczycielem był Sylwester Saski (1893). W 1894 pobierała lekcje malarstwa od Józefa Mehoffera, który kładł olbrzymi nacisk na kompozycję i malarskie założenia obrazu. Od tego samego roku jej przewodnikiem artystycznym stał się Józef Chełmoński, który nabył położoną niedaleko Woli Kuklówkę. Chełmoński miał olbrzymi wpływ na twórczość Pii, gdyż w przeciwieństwie do poprzednich nauczycieli spędzał w Woli Pękoszewskiej całe tygodnie i miesiące. 
Po roku 1900 Pia przestała malować „nie posiadając dostatecznego zamiłowania czy energii, by oddać się sztuce”. Przez kolejne lata wciąż mieszkając w Woli często wyjeżdżała do Krakowa, gdzie spotykała się z wieloma artystami i myślicielami ówczesnej epoki, wśród nich byli: Jacek Malczewski, Jan Matejko, Stanisław Wyspiański, Włodzimierz Tetmajer, Adam Chmielowski. W tym też czasie regularnie wyjeżdżała z matką za granicę – głównie w celach leczniczych – do Berlina, do Austrii, do Davos w Szwajcarii i do Włoch.

## Dorosłe życie
W 1907 roku Pia przeniosła się do Warszawy, gdzie zamieszkała wraz z matką w apartamencie Ludwika Górskiego w domu Górskich przy ul. Foksal 8. Po ukończeniu odpowiednich kursów współorganizowała Ochronę Towarzystwa Przytulisk Niedoli Dziecięcej w Pałacu Karasia na Krakowskim Przedmieściu, w niej podjęła też stałą pracę. Jednocześnie od 1908 roku wraz z Marią Weryho-Radziwiłłowiczówną wygłaszała pogadanki religijne we wszystkich ochronkach prowadzonych przez Zarząd Tramwajów Warszawskich. W latach 1914–1918 była wizytatorką miejskich przedszkoli. Specjalizowała się w nauce religii dla dzieci. Jej dążeniem było zreformowanie nauki religii z czysto pamięciowej do interesującej i zajmującej. W związku z tymi dążeniami Pia opublikowała kilka pozycji na ten temat. Bardzo znaną książką z tego okresu była: Sługi Boże. Opowiadania i legendy z życia świętych. Książka ta była popularna nie tylko w Polsce – o czym świadczą liczne jej wydania i wznowienia, a także wydanie w języku litewskim.
Pia Górska zawsze traktowała swoją pracę z dziećmi społecznie, nie pobierając za nią żadnego wynagrodzenia. Jednocześnie starała się zdobywać fundusze na wyposażenie ochronek. Jej osobisty wkład w tę sprawę zaczęła finansować z przyjmowanych zamówień na portrety. Aby zdobyć więcej klientów starała się nawet upiększać nieco swoich modeli. To postępowanie, gdy doszło do uszu Chełmońskiego spowodowało jego duże oburzenie „Panno Pio – srożył się Chełmoński – tak nie wolno” wspomina Pia w swoich pamiętnikach.

## Lata największego rozwoju twórczości
Okres wojny polsko-bolszewickiej Pia spędziła w Poznańskiem, dokąd wyjechała wraz z matką. Do Warszawy powróciła jesienią 1920 roku. Podczas wakacji 1922 roku, przebywając na wsi, rozpoczęła malować akwarelą. Mimo że robiła to początkowo dla zabawy, okazało się to przełomowym momentem w jej twórczości. 
Jesienią 1922 r. zapisała się do szkoły malarskiej Konrada Krzyżanowskiego. Po śmierci Krzyżanowskiego i likwidacji jego szkoły Pia zdała egzamin wstępny z kompozycji i aktu i została wolną słuchaczką Akademii Sztuk Pięknych w Warszawie, gdzie uczyła się w pracowni Tadeusza Pruszkowskiego. Pierwsza wystawa prac Pii odbyła się w sierpniu 1926 roku w Nałęczowie. 
W styczniu 1928 – jeszcze przed ukończeniem studiów – zaproponowano jej wzięcie udziału w zbiorowej wystawie w Zachęcie Sztuk Pięknych w Warszawie. Na wystawie oprócz 38 prac Pii Górskiej prezentowane były obrazy Jana Świerczyńskiego i Jana Rosena. Wystawa została przyjęta przychylnie zarówno przez prasę, jak i przez odwiedzającą ją publiczność. 
Następna wystawa w Zachęcie otwarta została w dniu 5 września 1928 roku. Dostała wówczas brązowy medal za obraz Stasiek z lalką. W tym samym czasie kilka dzieł Pii było prezentowanych na wystawie zorganizowanej przez Carnegie Institute w Pittsburghu. Obraz Trzej Królowie był kilkukrotnie reprodukowany w pismach amerykańskich. 
Kolejną wystawą, w której uczestniczyła Pia, był wielki pokaz współczesnego malarstwa polskiego na Powszechnej Wystawie Krajowej zorganizowanej w maju 1929 w Poznaniu. Pia wśród 700 innych malarzy pokazała 4 swoje dzieła i otrzymała brązowy medal. W 1931 roku prezentowała 2 swoje obrazy na międzynarodowej wystawie sztuki religijnej w Padwie. Jesienią 1933 roku jej prace zostały pokazane na Międzynarodowej Wystawie Sztuki Kobiecej w Amsterdamie – malarstwo Pii zostało wówczas zauważone i bardzo pozytywnie przedstawiane przez prasę holenderską. W tym samym roku uczestniczyła też w wystawie na XVIII Biennale w Wenecji.
Ocena prac Pii Górskiej była na ogół pozytywna: „Miękkość i wykwint, spokojna, subtelnie obmyślona kompozycja, szlachetna, iście kobieca łagodność kolorytu, wrodzona elegancja, oto zasadnicza charakterystyka nowej wystawy dzieł artystki” – pisał w Kurierze Warszawskim Jan Kleczyński. Koniec lat dwudziestych i lata trzydzieste były w jej życiu okresem najbardziej twórczym. Oprócz aktywnej działalności malarskiej w tym okresie powstawały także wysoko cenione przez krytykę prace literackie. Najbardziej cenioną publikacją Pii tego okresu były wspomnienia O Chełmońskim. Wiele recenzji podkreślało nie tylko wybitne walory literackie tej książki, ale także jej wielką wartość dokumentacyjną. Pia opisała w swoich wspomnieniach proces powstawania wielu dzieł Chełmońskiego, dokładnie opisując nie tylko samą technikę, ale także rodzaje farb i płótna jakich używał. Pia w latach 30. publikowała także wiele opowiadań i artykułów. Napisała dwa słuchowiska radiowe.

## II wojna światowa i okres powojenny
W czasie obrony Warszawy spalone zostało mieszkanie Pii na drugim piętrze budynku przy ul. Foksal 8. Wraz z mieszkaniem spłonęła biblioteka, kilka jej własnych rękopisów, obrazów oraz duża kolekcja dzieł różnych malarzy w tym Chełmońskiego. Lata wojny Pia spędziła w Woli Pękoszewskiej, którą wraz z rodziną swojego bratanka Andrzeja Górskiego opuściła w styczniu 1945 roku. Mieszkała z nimi w Skierniewicach, potem w Milanówku. W 1947 roku przeniosła się do Krakowa, gdzie wraz z rodziną swojego bratanka Franciszka Górskiego mieszkała w kamienicy przy al. Zygmunta Krasińskiego 14. Od 1939 roku Pia malowała już bardzo rzadko, natomiast w okresie powojennym stosunkowo dużo pisała. W 1948 roku opublikowała powieść historyczną dla młodzieży, której akcja toczy się w XIII wieku pt. Tarcza i kaptur. Kilka lat później opublikowała kolejną powieść historyczną, tym razem cofając się do czasów narodzin Jezusa Chrystusa Miasto Dawidowe.
W 1956 roku zostały wydane drukiem pamiętniki Pii Górskiej, zatytułowane Paleta i Pióro. Książka ta niestety została mocno dotknięta przez cenzurę polityczną, o czym autorka pisze w swojej korespondencji z Krzysztofem Górskim. Wspomnienia te zawierały wiele charakterystyk poznanych przez nią malarzy i pisarzy. Książka cieszyła się dużą popularnością i w kilka lat po pierwszym pokazało się drugie wydanie.
Pia zmarła w Krakowie 13 czerwca 1974 roku i pochowana została na cmentarzu Rakowickim (pas 25).

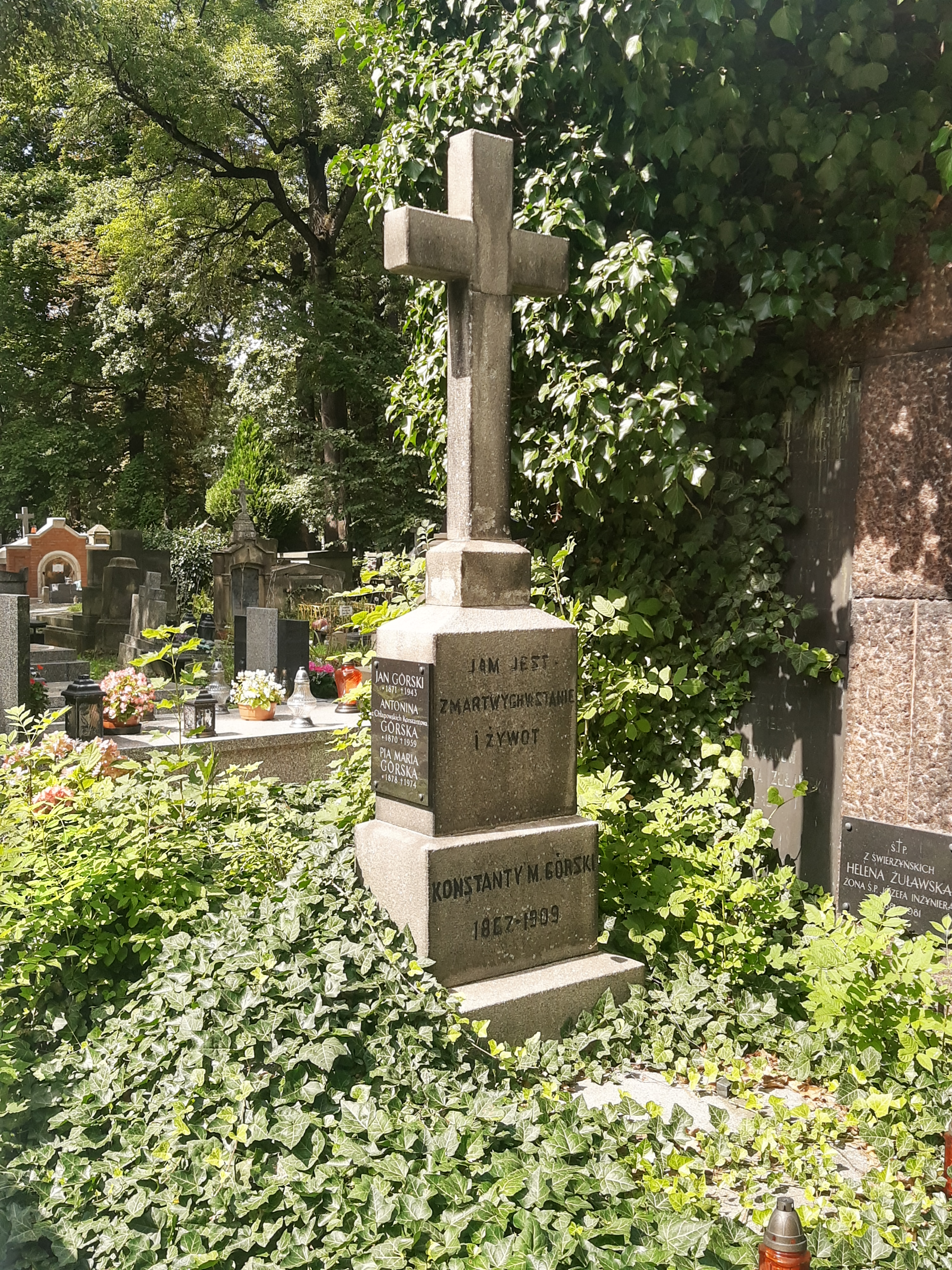
Grób Konstantego i Pii Górskich na cmentarzu Rakowickim

## Wywód przodków
| 4. Franciszek Górski    |  |                        |  |  |               |
|                         |  | 2. Jan Górski          |  |  |               |
| 5. Teodozja z Krępskich |  |                        |  |  |               |
|                         |  |                        |  |  | 1. Pia Górska |
| 6. Seweryn Łubieński    |  |                        |  |  |               |
|                         |  | 3. Maria z Łubieńskich |  |  |               |
| 7. Amelia z Jezierskich |  |                        |  |  |               |
|                         |  |                        |  |  |               |

## Twórczość

### wybrane prace literackie
- Paleta i Pióro (1956) wyd. Wydawnictwo Literackie Kraków
- Miasto Dawidowe (1955) wyd. PAX
- Dom pod kapelą (1958) wyd. PAX
- O Chełmońskim (1932)
- Szary Brat (1936)

#### dzieła nie opublikowane
- Zielone Arkady
- Na Czarnym Dąbiu
- Spojrzenie (nowela)

### wybrane prace malarskie
Beata Patała – autorka pracy magisterskiej Pia Górska (1878–1974) – Zarys monograficzny dotarła do 23 oryginalnych dzieł Pii Górskiej zachowanych po II Wojnie Światowej, większość z nich znajduje się w posiadaniu rodziny. Kolejne 22 dzieła znane są tylko z reprodukcji. 82 prace znane są tylko z nazwy, ich oryginały uległy zapewne zniszczeniu podczas walk wojennych. Wśród jej prac najbardziej znanymi i docenianymi są:
- Stasiek z lalką
- Przodownica
- Weronika
- Trzej Królowie

Ciekawym obrazem jest słynący łaskami św. Juda Tadeusz wystawiony w Kościele św. Krzyża w Warszawie. Malarka mówiła o nim: to mój najgorszy obraz, ale co zrobić? Czyni cuda.